# Jennifer Love Hewitt
Jennifer Love Hewitt (født 21. februar 1979) er en amerikansk skuespiller og sanger. Hun har blandt andet medvirket i tv-serien Ghost Whisperer, som Melinda Gordon der kan tale med de døde, og Criminal Minds som Kate Callahan.

## Tidlige liv
Hun blev født i Waco, Texas i 1979. Hun er datter af Patricia Mae og Herbert Daniel Hewitt. Hendes mor er italiener, mens hendes far er tysker. 
Hendes fornavn var hendes bror idé, da han havde været forelsket i en pige med dette navn. Han ønskede så, at hans søster skulle have det samme navn. Hendes mellemnavn, Love, har hendes mor bestemt, da dette var navnet på hendes bedste veninde på college. 
Navnet Hewitt stammer fra Jennifers far, hvis forfædre har haft navnet fra tidernes morgen.

## Privatliv
Hun er flere gange blevet nævnt som en af de mest sexede kvinder. Hun var forlovet med Ross McCall og har kommet sammen med Jamie Kennedy.[kilde mangler] I 2013 blev hun gift med Brian Hallisay, som hun har to børn med.

## Filmografi
- Munchie (1992)
- Little Miss Millions (1993)
- Sister Act 2: Back in the Habit (1993)
- House Arrest (1996)
- Trojan War (1997)
- I Know What You Did Last Summer (1997)
- Can't Hardly Wait (1998)
- Telling You (1998)
- I Still Know What You Did Last Summer (1998)
- The Suburbans (1999)
- Heartbreakers (2001)
- The Hunchback of Notre Dame II (2002) (stemme)
- The Adventures of Tom Thumb and Thumbelina (2002) (stemme)
- The Tuxedo (2002)
- The Truth About Love (2004)
- If Only (2004)
- Garfield (2004)
- Garfield: A Tail of Two Kitties (2006)
- Shortcut to Happiness (2007)
- Delgo (2008) (stemme)
- The Client List (2010)

### Tv-serier
- Dance! Workout with Barbie
- Kids Incorporated (cast medlem fra 1989-1991)
- Running Wilde (1992)(usolgt)
- Shaky Ground (1992-1993)
- The Byrds of Paradise (1994) (Aflyst efter 13 episodes)
- McKenna (1994-1995)
- Det bli'r i familien (cast medlem fra 1995-1999)
- Boy Meets World (1998) episode "And Then There Was Shawn"
- Time of Your Life (1999-2000)
- Disney's Hercules (1999) Medusa
- The Weekenders (2000)
- The Audrey Hepburn Story (2000)
- Family Guy (2002) episode "Stuck Together, Torn Apart"
- A Christmas Carol (2004)
- American Dreams (2004)
- In the Game (2004) (1 usolgt)
- In the Game (2005) (2 usolgt)
- Ghost Whisperer (2005 – 2010)
- Confessions of a Sociopathic Social Climber (2005)
- Family Guy (2007) Stemme
- Magic 7 (2008) Stemme

## Reklamer
Hun har været med i mere end 20 reklamer. Det første hun slog igennem som, var som børne skuspiller i Disney Channel show Kids Incorporated (1989 – 1991), hvor hun blev kendt som Love Hewitt. Imens dette arbejde hun også som danser og sanger i videoen "Dance! Workout With Barbie". Hvor hun sang alle sangene. 

## FHM og Maxim
Hun er flere gange blevet nævnt som en af de mest sexede kvinder. Af FHM er hendes bedste plads en 7 plads(2002 og 2003), mens Maxim har givet hende en første plads(1999). Hun har været med på FHM liste 14 gange(1997-2007, var med 2 gange i 2001 og 2002, og med på liste der gik fra 1995-2004). På Maxim liste har hun været 2 gange(1999 og 2006).